# Notophthiracarus olivaceus
Notophthiracarus olivaceus är en kvalsterart som först beskrevs av Arthur P. Jacot 1929.  Notophthiracarus olivaceus ingår i släktet Notophthiracarus och familjen Phthiracaridae. Inga underarter finns listade i Catalogue of Life.